# Pedagogia

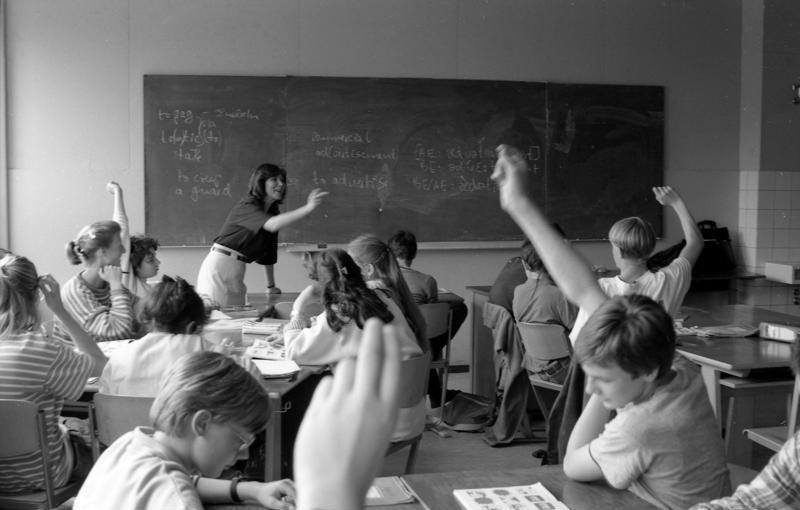
Professora lecionando em uma sala de aula na Alemanha em 1988.

Pedagogia é a ciência que tem como objeto de estudo a educação, o processo de ensino e a aprendizagem. O sujeito é o ser humano como educando, mais normalmente entendida como a abordagem do ensino é a teoria e prática da aprendizagem  e como esse processo influencia e é influenciado pelo desenvolvimento social, político e psicológico dos alunos.
A pedagogia, tomada como disciplina acadêmica, é o estudo de como os conhecimentos e habilidades são transmitidos em um contexto educacional e considera as interações que ocorrem durante o processo de ensino-aprendizagem. Tanto a teoria quanto a prática da pedagogia variam muito, pois refletem diferentes contextos sociais, políticos e culturais.
A pedagogia é muitas vezes descrita como o ato de ensinar.  A pedagogia adotada pelos professores molda suas ações, julgamentos e estratégias de ensino levando em consideração teorias de aprendizagem, entendimentos dos alunos e suas necessidades, e as origens e interesses de cada aluno.  Seus objetivos podem ir desde a promoção da educação liberal (o desenvolvimento geral do potencial humano) até as especificidades mais restritas da educação profissional (a transmissão e aquisição de habilidades específicas). As pedagogias convencionais ocidentais veem o professor como detentor do conhecimento e o aluno como receptor do conhecimento (descrito por Paulo Freire como "métodos bancários"), mas as teorias da pedagogia identificam cada vez mais o aluno como agente e o professor como facilitador.
As estratégias instrutivas são regidas pelo conhecimento prévio e experiência do aluno, situação e ambiente, bem como pelos objetivos de aprendizagem estabelecidos pelo aluno e pelo professor. Um exemplo seria o método socrático.

## Definição e etimologia
O significado do termo "pedagogia" é frequentemente contestado e uma grande variedade de definições têm sido sugeridas.  A abordagem mais comum é defini-lo como o estudo ou ciência dos métodos de ensino.  Nesse sentido, é a metodologia da educação. Como metodologia, investiga as formas e práticas que podem ser utilizadas para realizar os objetivos da educação.  O objetivo principal é muitas vezes identificado com a transmissão de conhecimento. Outros objetivos incluem promover habilidades e traços de caráter. Eles incluem ajudar o aluno a desenvolver suas habilidades intelectuais e sociais, bem como a aprendizagem psicomotora e afetiva, que tratam do desenvolvimento de habilidades práticas e disposições emocionais adequadas, respectivamente.
No entanto, nem todos concordam com essa caracterização da pedagogia e alguns a veem menos como uma ciência e mais como uma arte ou ofício.  Essa caracterização coloca mais ênfase no aspecto prático da pedagogia, que pode envolver várias formas de " conhecimento tácito difícil de colocar em palavras". Esta abordagem baseia-se muitas vezes na ideia de que os aspectos mais centrais do ensino só são adquiridos pela prática e não podem ser facilmente codificados através da investigação científica.
A este respeito, a pedagogia está preocupada em "observar e refinar a habilidade de um professor". Uma definição mais inclusiva combina essas duas caracterizações e vê a pedagogia tanto como prática de ensino quanto como discurso e estudo de métodos de ensino. Alguns teóricos dão uma definição ainda mais ampla, incluindo considerações como "o desenvolvimento da saúde e da aptidão corporal, bem-estar social e moral, ética e estética".  Devido a essa variedade de significados, às vezes é sugerido que pedagogia é um "termo abrangente" associado a várias questões de ensino e aprendizagem. Nesse sentido, carece de uma definição precisa.
De acordo com Patricia Murphy, uma reflexão detalhada sobre o significado do termo "pedagogia" é importante, pois diferentes teóricos costumam usá-lo de maneiras muito diferentes. Em alguns casos, suposições não triviais sobre a natureza da aprendizagem são incluídas em sua definição.  A pedagogia é muitas vezes entendida especificamente em relação à educação escolar. Mas em um sentido mais amplo, inclui todas as formas de educação, tanto dentro como fora das escolas.  Nesse sentido amplo, preocupa-se com o processo de ensino que ocorre entre duas partes: professores e alunos. O objetivo do professor é trazer certas experiências no aluno para promover sua compreensãoda matéria a ser ensinada. A pedagogia está interessada nas formas e métodos usados para transmitir esse entendimento.
A pedagogia está intimamente relacionada à didática, mas existem algumas diferenças. Normalmente, a didática é vista como o termo mais limitado que se refere principalmente ao papel e às atividades do professor, ou seja, como seu comportamento é mais benéfico para o processo de educação. Este é um aspecto central da pedagogia, além de outros aspectos que também consideram a perspectiva do educando. Nesse sentido mais amplo, a pedagogia se concentra em "qualquer atividade consciente de uma pessoa destinada a melhorar o aprendizado de outra".
A palavra pedagogia tem origem na Grécia antiga e vem das palavras: "paidos" ("da criança") e "agein" ("conduzir"), é um derivado do grego παιδαγωγία (paidagōgia), de παιδαγωγός (paidagōgos), em si uma síntese de ἄγω (ágō), "condutor" e παῖς (genitivo παιδός ) "menino, criança",  daí o significando: "condutor de crianças, aquele que conduz o ensino". Uma expressão relacionada: é "teórico educacional". O termo "pedagogia" também é encontrado em língua inglesa, sendo mais mais amplamente usado em outras línguas europeias, como o francês e o alemão.

## História

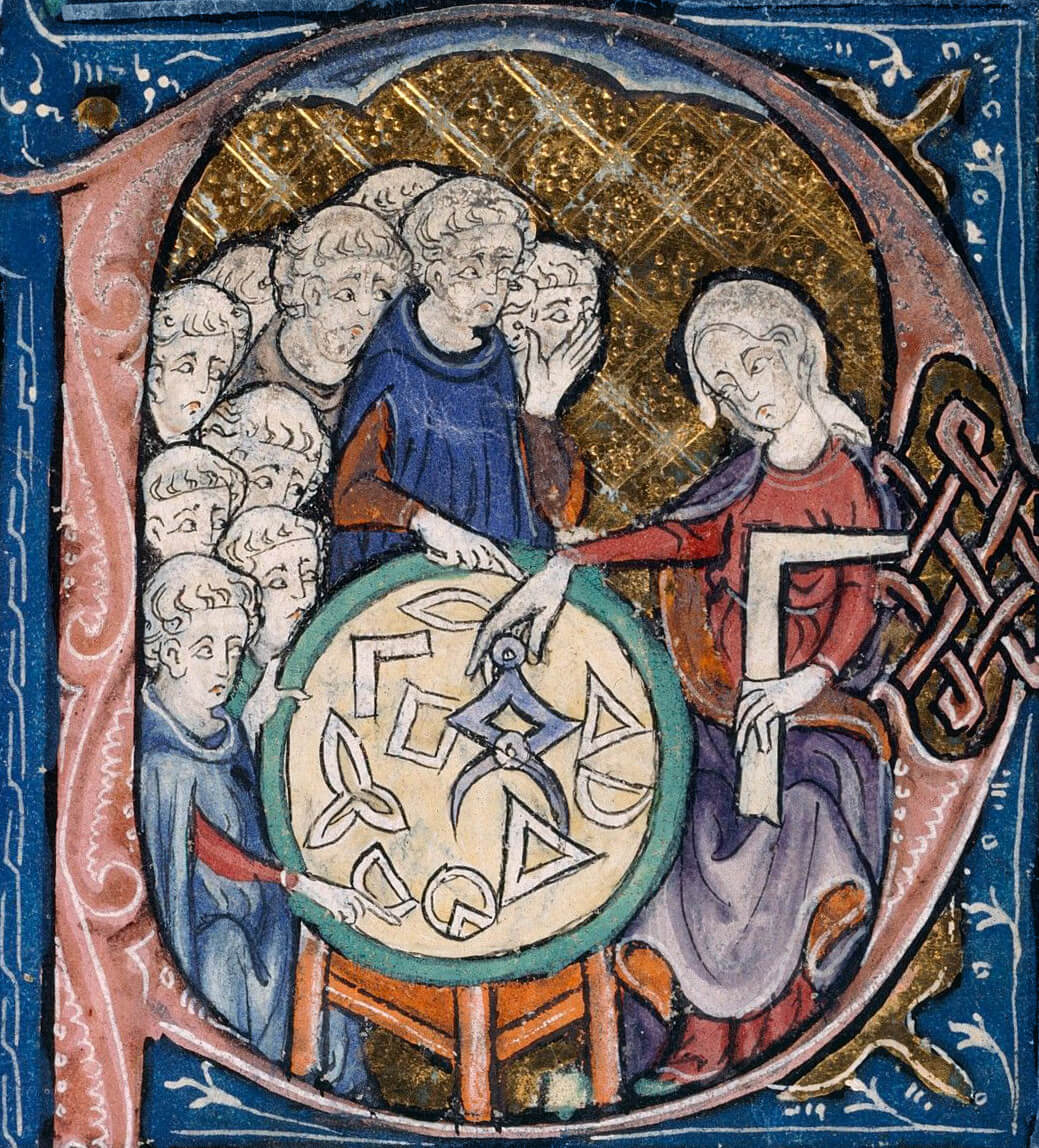
Mulher ensinando geometria, detalhe de um manuscrito do século XIV, no início da obra "Elementa" de Euclides, na tradução atribuída a Adelardo de Bath.

A Grécia clássica pode ser considerada o berço da Pedagogia, pois foi na Grécia que nasceram as primeiras ideias acerca da acção pedagógica, ponderações que vão influenciar, por muitos anos, a educação e cultura ocidentais e vincular a imagem do Pedagogo à formação das crianças.
Na antiga Grécia, eram chamados de pedagogos os escravos que acompanhavam as crianças que iam para a escola. Como escravo, ele era submisso à criança, mas tinha que fazer valer sua autoridade quando necessária. Por esse motivo, esses escravos desenvolveram grande habilidade no trato com as crianças.
Nos séculos XVII e XVIII, inicia-se uma era de debates no campo da educação, tendo, como foco, a importância de atualizar os processos pedagógicos e rever o próprio conceito de infância. Nomes importantes deste período são Comenius e Rousseau. No final do século XIX e princípios do século XX, os debates sobre educação e, principalmente, as novas pesquisas no campo da psicologia do desenvolvimento e aprendizagem, com ênfase na criança, levaram a que um grande número de profissionais, de diversos campos, desenvolvessem reflexões, pesquisas e experiências pedagógicas envolvendo métodos de ensino, as relações pedagógicas e as possibilidades e limites dos diferentes contextos educativos, dando corpo a vários movimentos, dentre eles o da Escola Nova e a Pedagogia Waldorf. No restante do século XX, a pedagogia foi se institucionalizar como campo de conhecimento científico e profissional e a formação passou a ocorrer nas Universidades em cursos superiores que cuidam dos assuntos relacionados à educação por excelência, tratando-se, portanto, de uma Licenciatura.
No Brasil, legalmente, a história do curso de Pedagogia começou nas década de 1930, quando intelectuais se reuniram e lançaram juntos o "Manifesto dos Pioneiros da Educação Nova". Este documento trazia diversas reivindicações, buscando um ensino universalizado e acessível para todos, também a construção de mais escolas. Fundamentado neste documento, cria-se a Universidade de São Paulo, em 1934, e a Universidade do Distrito Federal, em 1935. Ademais, em 1937, com a instituição do Estado Novo de Vargas, foi promulgada a Lei n° 452, que estabeleceu a Universidade do Brasil. Mas, o curso de Pedagogia só foi regulamentado em 1939, com o Decreto nº 1 190/39. O decreto organizou os cursos em seções, sendo eles  Filosofia, Ciências, Letras e Pedagogia.  Além destes, havia a especialidade em Didática. O modelo da época ficou conhecido como 3+1, ou seja, a formação inicial concedia o título de bacharel e, quem desejava a licenciatura, teria que fazer mais um ano de didática. A formação era fragmentada, porém, ao longo dos anos o curso sofreu diversas modificações no que tange ao currículo e atuação.
Hoje em dia, o curso é mais completo, abrangendo tanto conteúdos que formam pedagogos para atuar em sala de aula, quanto para atuar em áreas de gestão, supervisão, empresas, hospitais, etc.

## Pensadores

### Ocidentais
No mundo ocidental, a pedagogia está associada à tradição grega de diálogo filosófico, particularmente ao método socrático de investigação.  Um relato mais geral de seu desenvolvimento sustenta que ele emergiu do conceito ativo de humanidade como distinto de um fatalista e que a história e o destino humano são resultados de ações humanas.  Esta ideia germinou na Grécia antiga e foi desenvolvida durante o Renascimento, a Reforma e o Iluminismo.

#### Sócrates
Sócrates (470 a.C. — 399 a.C.) empregou o método socrático ao se envolver com um aluno ou colega. Este estilo não transmite conhecimento, mas tenta fortalecer a lógica do aluno, revelando as conclusões da afirmação do aluno como errôneas ou apoiadas. O instrutor neste ambiente de aprendizagem reconhece a necessidade dos alunos de pensar por si mesmos para facilitar sua capacidade de pensar sobre problemas e questões. Foi descrito pela primeira vez por Platão nos Diálogos Socráticos.

#### Platão
Platão (428/427 ou 424/423 a.C. — 348/347 a.C.) descreve um sistema de educação na República (375 aC) no qual os direitos individuais e familiares são sacrificados ao Estado. Ele descreve três castas: uma para aprender um ofício; um para aprender ideias literárias e estéticas; e um para ser treinada em idéias literárias, estéticas, científicas e filosóficas. Platão via a educação como uma realização da alma e, ao realizar a alma, o corpo posteriormente se beneficiava. Platão via a educação física para todos como uma necessidade para uma sociedade estável.

#### Aristóteles
Aristóteles (384 a.C. — 322 a.C.) compôs um tratado, Sobre a Educação, que foi posteriormente perdido. No entanto, ele renunciou à visão de Platão em obras posteriores, defendendo uma educação comum obrigatória a todos os cidadãos pelo Estado. Uma pequena minoria de pessoas que residiam nas cidades-estados gregas nessa época eram consideradas cidadãos e, portanto, Aristóteles ainda limitava a educação a uma minoria na Grécia. Aristóteles defende que a educação física deve preceder os estudos intelectuais.

#### Quintiliano
Marcus Fabius Quintilianus (35 d.C. — 100 d.C.),  Quintiliano, publicou sua pedagogia na Institutio Oratoria (95 EC). Ele descreve a educação como um assunto gradual e coloca certas responsabilidades no professor. Ele defende a educação retórica, gramatical, científica e filosófica.

#### Tertuliano
Tertuliano (155 d.C. — 240 d.C.) foi um estudioso cristão que rejeitou toda a educação pagã, insistindo que este era "um caminho para a sabedoria falsa e arrogante dos filósofos antigos".

#### Jerônimo
São Jerônimo (347 d.C. — 30 de setembro de 420 d.C.) foi um estudioso cristão que detalhou sua pedagogia das meninas em inúmeras cartas ao longo de sua vida. Ele não acreditava que o corpo precisasse de treinamento e, portanto, defendia o jejum e a mortificação para subjugar o corpo.  Ele só recomenda a Bíblia como material de leitura, com exposição limitada, e adverte contra instrumentos musicais. Ele defende contra deixar as meninas interagirem com a sociedade e de ter "afeição por um de seus companheiros do que por outros".  Ele recomenda ensinar o alfabeto por blocos de marfim em vez de memorização para que "se aprenda brincando".  Ele é um defensor do reforço positivo, afirmando "Não a repreenda pela dificuldade que possa ter em aprender. Pelo contrário, encoraje com elogios..."

#### Jean Gerson
Jean Charlier de Gerson (13 de dezembro de 1363 — 12 de julho de 1429), o diretor da Universidade de Paris , escreveu em De parvulis ad Christum trahendis "As crianças pequenas são mais facilmente controladas por carícias do que pelo medo", apoiando uma abordagem mais gentil do que sua predecessores. Ele também afirma: "Acima de tudo, que o professor se esforce para ser um pai para seus alunos". Ele é considerado um precursor de Fenelon.

#### John Amos Comenius
John Amos Comenius (28 de março de 1592 — 15 de novembro de 1670) é considerado o pai da educação moderna.

#### Johann Pestalozzi
Johann Heinrich Pestalozzi (12 de janeiro de 1746 — 17 de fevereiro de 1827), fundador de várias instituições educacionais tanto nas regiões de língua alemã quanto francesa da Suíça e escreveu muitas obras explicando seus princípios revolucionários modernos de educação. Seu lema era "Aprender de cabeça, mão e coração".

#### Johann Herbart
A filosofia educacional e pedagogia de Johann Friedrich Herbart (4 de maio de 1776 — 14 de agosto de 1841) destacou a correlação entre o desenvolvimento pessoal e os benefícios resultantes para a sociedade. Em outras palavras, Herbart propôs que os seres humanos se realizem uma vez que se estabeleçam como cidadãos produtivos. O Herbartianismo refere-se ao movimento sustentado pelas perspectivas teóricas de Herbart.  Referindo-se ao processo de ensino, Herbart sugeriu cinco etapas como componentes cruciais. Especificamente, essas cinco etapas incluem: preparação, apresentação, associação, generalização e aplicação. Herbart sugere que a pedagogia se relaciona a ter pressupostos como educador e um conjunto específico de habilidades com um objetivo final deliberado em mente.

#### John Dewey
A pedagogia de John Dewey (20 de outubro de 1859 — 1 de junho de 1952) é apresentada em várias obras, incluindo My Pedagogic Creed de 1897 ("Meu credo pedagógico"), The School and Society de 1900 ("Escola e Sociedade"), The Child and the Curriculum de 1902 (Crianças e o Currículo), Democracy and Education de 1916 ("Democracia e Educação"), Escolas do Amanhã (1915) com Evelyn Dewey e Experiência e Educação (1938). Aos seus olhos, o propósito da educação não deve girar em torno da aquisição de um conjunto pré-determinado de habilidades, mas sim a realização de todo o potencial e a capacidade de usar essas habilidades para um bem maior (Meu Credo Pedagógico, Dewey, 1897). Dewey defendia uma estrutura educacional que encontrasse um equilíbrio entre a transmissão de conhecimento e, ao mesmo tempo, levasse em conta os interesses e as experiências do aluno (The Child and the Curriculum, Dewey, 1902). Dewey não apenas reimaginou a forma como o processo de aprendizagem deveria ocorrer, mas também o papel que o professor deveria desempenhar nesse processo. Ele previu uma divergência entre o domínio de um conjunto pré-selecionado de habilidades para o cultivo da autonomia e do pensamento crítico tanto no professor quanto no aluno.

#### Paulo Freire
Paulo Reglus Neves Freire (19 de setembro de 1921 — 2 de maio de 1997) foi um educador e filósofo brasileiro que foi um dos principais defensores da pedagogia crítica. Ele é mais conhecido por seu influente trabalho Pedagogia do Oprimido, que é geralmente considerado um dos textos fundamentais do movimento de pedagogia crítica.

### Orientais

#### Confúcio
Confúcio (551 a.C. — 479 a.C.) afirmou que a autoridade tem a responsabilidade de fornecer instruções orais e escritas às pessoas sob o domínio e "deve fazer-lhes o bem de todas as maneiras possíveis".  Um dos ensinamentos mais profundos de Confúcio pode ter sido a superioridade da exemplificação pessoal sobre as regras explícitas de comportamento. Seus ensinamentos morais enfatizavam o auto-cultivo, a emulação de exemplos morais e a obtenção de julgamento hábil em vez de conhecimento de regras. Outras práticas relevantes na tradição de ensino confucionista incluem o Rito e sua noção de corpo-conhecimento, bem como a compreensão confucionista do "eu", que tem uma conceituação mais ampla do que o "eu" individual ocidental.

## Ensino
O ensino é uma forma sistemática de construção de conhecimentos utilizada pelos seres humanos para instruir e educar seus semelhantes, geralmente em locais conhecidos como escolas. O ensino pode ser praticado de diferentes formas. As principais são: o ensino formal, o ensino informal e o ensino não formal. O ensino formal é aquele praticado pelas instituições de ensino, com respaldo de conteúdo, forma, certificação, profissionais de ensino etc. O ensino informal está relacionado ao processo de  socialização do homem. Ocorre durante toda a vida, muitas vezes até mesmo de forma não intencional. O ensino não formal, por sua vez, é intencional. Em geral, é aquele relacionado a processos de desenvolvimento de consciência política e relações sociais de poder entre os cidadãos, praticadas por movimentos populares, associações, grêmios, etc. Os limites entre essas três categorias de educação não são extremamente rígidos, são permeáveis. Pois estamos aprendendo constantemente e por diferentes vias e agentes.

## Profissão
Atualmente, a pedagogia tem, como objetivo principal, a melhoria no processo de aprendizagem dos indivíduos, através da reflexão, sistematização e produção de conhecimentos. Como ciência social, a pedagogia está conectada com os aspectos da sociedade e também com as normas educacionais do país. O pedagogo, que trabalha para garantir e melhorar a qualidade da educação, tem diversos campos de atuação, podendo citar dois deles: a administração e o magistério, de modo que pode tanto gerenciar e supervisionar o sistema de ensino quanto orientar os alunos e os professores. Acompanha e avalia, ainda, o processo de aprendizagem e as aptidões de cada aluno. Pode trabalhar também com portadores de deficiências físicas ou intelectuais, auxiliando em sua inclusão na sociedade, ou com educação a distância. Porém, todos aqueles que atuam no processo educativo (professores, pais, monitores, orientadores, psicólogos etc.) também devem conhecer os princípios básicos de pedagogia. Além de refletir sua prática educacional, que é fundamental para o processo de ensino e aprendizagem.
Em órgãos do governo, estabelece e fiscaliza a legislação de ensino em todo o país. Em escolas, orienta e dirige os professores, com o objetivo de assegurar a qualidade do ensino. Também é ele quem verifica se os currículos estão sendo cumpridos e se condizem com as leis educacionais.

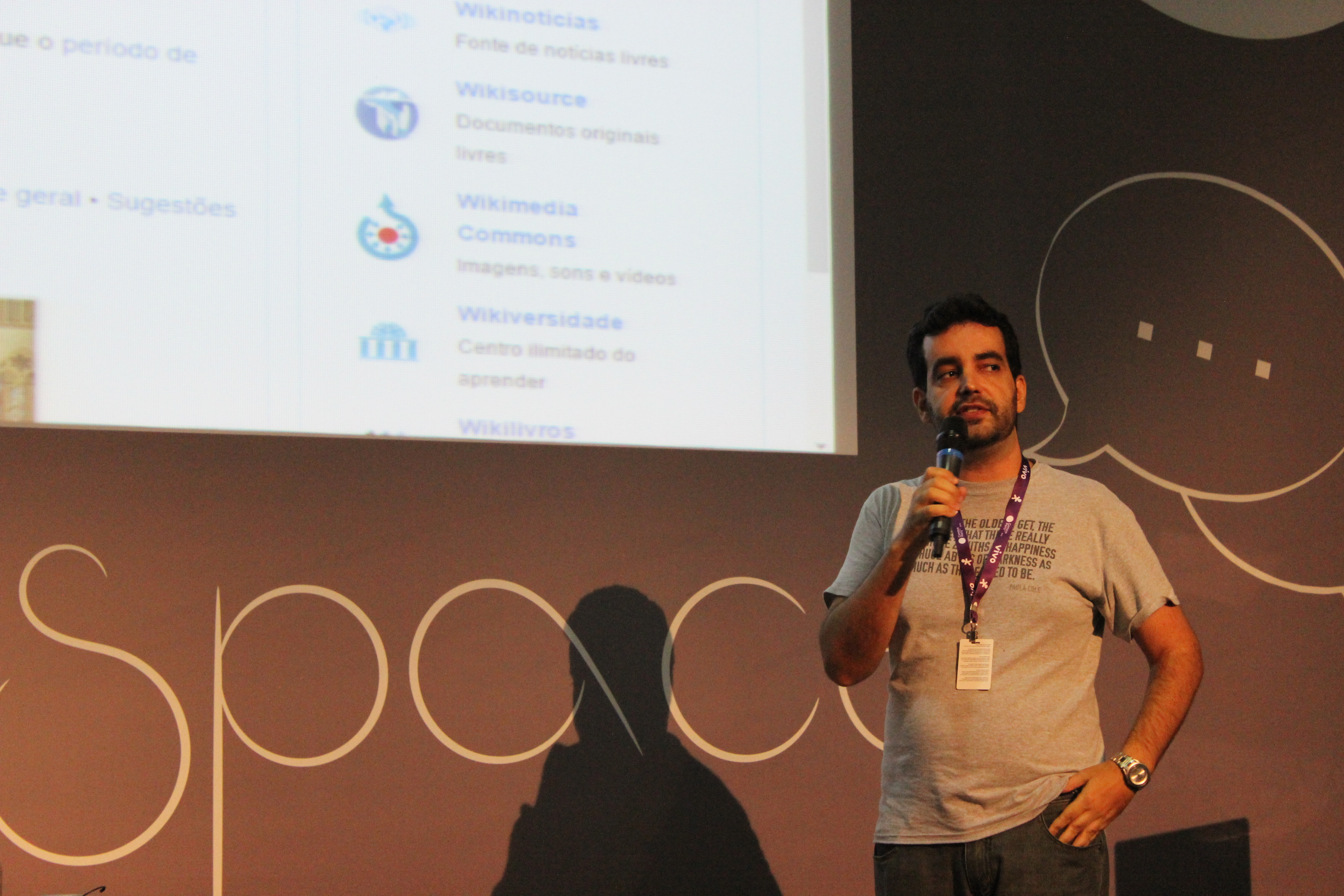
Uma palestra

## Estrutura do curso
O acréscimo de um ano no ensino fundamental — que passou a incluir o que antes era o último ano do ensino infantil — mexeu com a estrutura dos cursos de pedagogia. Com isso, as escolas tiveram de rever, então, a grade curricular do curso, porque elas têm, obrigatoriamente, de incluir a formação de professores para as séries iniciais. A carga maior do curso, que dura em média quatro anos, é na área de ciências humanas e sociais aplicadas. Além de metodologias específicas, o aluno estuda a estrutura e o funcionamento do sistema de ensino, princípios e métodos de administração escolar e novas tecnologias educacionais. O currículo inclui, ainda, disciplinas optativas, que permitem, ao aluno, complementar sua formação em filosofia, história ou artes. O estágio é obrigatório em todos os períodos/semestre da graduação.

## Mercado de trabalho
O mercado que mais absorve o profissional ainda é o do ensino formal, que ocorre na sala de aula. A obrigatoriedade da contratação de um pedagogo pelas creches também ampliou o mercado para o licenciado. Mas há outros setores promissores, como a atuação em pedagogia empresarial, que exige, do profissional, desenvolver projetos educacionais, sociais e culturais para empresas de diversas áreas, organizações não governamentais e outras instituições, bem como para treinamento de funcionários. Outra área que deve crescer é a pedagogia hospitalar, na elaboração de projetos didáticos para crianças e jovens internados durante uma semana, pois, segundo a lei, os estudos não devem cessar mesmo quando a criança está hospitalizada. No Brasil, as capitais do Sul e Sudeste concentram as melhores oportunidades. Mas, nas demais regiões, a demanda também é boa.

## Considerações pedagógicas

### Currículo oculto
Um currículo oculto refere-se a atividades educacionais extras ou efeito colateral de uma educação, "[lições] que são aprendidas, mas não abertamente pretendidas" , como a transmissão de normas, valores e crenças transmitidas na sala de aula e no ambiente social.

### Espaço de aprendizagem
Espaço de aprendizagem ou ambiente de aprendizagem refere-se a um ambiente físico para um ambiente de aprendizagem , um lugar no qual o ensino e a aprendizagem ocorrem.  O termo é comumente usado como uma alternativa mais definitiva para "sala de aula",  mas também pode se referir a um local interno ou externo, real ou virtual. Os espaços de aprendizagem são altamente diversificados em uso, estilos de aprendizagem, configuração, localização e instituição educacional. Eles apoiam uma variedade de pedagogias, incluindo estudo silencioso, aprendizado passivo ou ativo, aprendizado cinestésico ou físico, aprendizado vocacional, aprendizado experimental e outros.

### Teorias de aprendizagem
As teorias de aprendizagem são estruturas conceituais que descrevem como o conhecimento é absorvido, processado e retido durante a aprendizagem . As influências cognitivas, emocionais e ambientais, bem como a experiência anterior, desempenham um papel na forma como a compreensão, ou uma visão de mundo, é adquirida ou alterada e o conhecimento e as habilidades são retidos.

### Ensino a distância
A educação a distância ou ensino a distância é a educação de alunos que nem sempre podem estar fisicamente presentes em uma escola.  Tradicionalmente, isso geralmente envolvia cursos por correspondência em que o aluno se correspondia com a escola via correio. Hoje envolve educação online (internet). Os cursos podem ser híbridos, mistos ou 100% a distância. Há, também, cursos online abertos massivos (MOOCs -  Massive open online courses), oferecendo participação interativa em larga escala e acesso aberto através da internet e uso de outras tecnologias de rede, são desenvolvimentos recentes na educação a distância.  Vários outros termos (aprendizagem distribuída, e-learning, aprendizagem on-line, etc.) são usados como sinônimos de educação a distância.

### Adaptação de recursos didáticos
A adaptação dos recursos de ensino deve adequar-se aos ambientes de ensino e aprendizagem apropriados, às normas culturais nacionais e locais, e torná-lo acessível a diferentes tipos de alunos. As principais adaptações no recurso de ensino incluem: 
Restrições da sala de aula
- Turmas grandes – considerar grupos menores ou discutir em pares;[65]
- Tempo disponível – encurtar ou prolongar a duração das atividades;[65]
- Modificando os materiais necessários – encontrar, fazer ou substituir os materiais necessários;[65]
- Requisitos de espaço – reorganizar a sala de aula , usar um espaço maior, mover-se para dentro ou para fora da sala.[65]

Familiaridade cultural
- Alterar as referências a nomes, alimentos e itens para torná-los mais familiares;[65]
- Usar textos ou arte locais (folclore, histórias, canções, jogos, obras de arte e provérbios).[65]

Relevância local
- Usar os nomes e processos para instituições locais.[65]
- Ser sensível às normas de comportamento locais (por exemplo, para gêneros e idades);[65]
- Garantir que o conteúdo seja sensível ao grau de estado de direito na sociedade (confiança nas autoridades e nas  instituições).[65]

Inclusão para diversos alunos
- Nível(is) adequado (s) de leitura de textos para uso dos alunos;[65]
- Atividades para diferentes estilos de aprendizagem;[65]
- Alojamento para alunos com necessidades educativas especiais;[65]
- Sensibilidade à diversidade cultural, étnica e linguística;[65]
- Sensibilidade ao nível socioeconômico dos alunos.[65]

Formação
Estudos recentes trouxeram à tona a importância da formação prática em conjunto com a formação teórica visando a formação ampla do ser docente de pedagogia. Assim, Pagliarin e Silva discorrem que as dimensões de conteúdo e de interação (Illeris, 2013) foram apontadas pelas licenciandas ouvidas como aprendizagens construídas no decorrer de sua formação inicial,  incluindo  o  estágio  curricular  supervisionado.

## Abordagens pedagógicas

### Pedagogia crítica
A pedagogia crítica é tanto uma abordagem pedagógica quanto um movimento social mais amplo. A pedagogia crítica afirma que as práticas educacionais são contestadas e moldadas pela história e que as escolas não são espaços politicamente neutros e que o ensino é político. Decisões sobre o currículo, práticas disciplinares, testes de alunos, seleção de livros didáticos, a linguagem usada pelo professor e muito mais podem capacitar ou enfraquecer os alunos.
Afirma que as práticas educativas favorecem alguns alunos em detrimento de outros e algumas práticas prejudicam todos os alunos. Também afirma que as práticas educativas muitas vezes favorecem algumas vozes e perspectivas enquanto marginalizam ou ignoram outras. Outro aspecto examinado é o poder que o professor tem sobre os alunos e as implicações disso. Seus objetivos incluem capacitar os alunos a se tornarem cidadãos ativos e engajados, capazes de melhorar ativamente suas próprias vidas e suas comunidades.
Práticas pedagógicas críticas podem incluir ouvir e incluir o conhecimento e as perspectivas dos alunos em sala de aula, fazer conexões entre a escola e a comunidade em geral e colocar problemas aos alunos que os encorajem a questionar conhecimentos e entendimentos assumidos. O objetivo da colocação de problemas para os alunos é capacitá-los a começar a colocar seus próprios problemas. Os professores reconhecem sua posição de autoridade e exibem essa autoridade por meio de suas ações que apoiam os alunos.

### Aprendizagem dialógica
A aprendizagem dialógica é a aprendizagem que ocorre por meio do diálogo. É tipicamente o resultado de um diálogo igualitário; em outras palavras, a consequência de um diálogo em que diferentes pessoas fornecem argumentos baseados em reivindicações de validade e não em reivindicações de poder.

### Aprendizagem centrada no aluno
A aprendizagem centrada no aluno, também conhecida como educação centrada no aluno, abrange amplamente métodos de ensino que mudam o foco da instrução do professor para o aluno. No uso original, a aprendizagem centrada no aluno visa desenvolver a autonomia e a independência do aluno, colocando a responsabilidade pelo caminho da aprendizagem nas mãos dos alunos.  A instrução centrada no aluno se concentra em habilidades e práticas que permitem o aprendizado ao longo da vida e a resolução independente de problemas.

### Abordagem tradicional
A abordagem tradicional, baseada no modelo de ensino transmissivo, coloca o professor como principal fonte de conhecimento e o aluno como receptor passivo. A ênfase está na memorização de conteúdos e na repetição de exercícios, com um currículo rígido e avaliações padronizadas. Essa metodologia tem sido criticada por não incentivar o pensamento crítico e a criatividade dos alunos (Libâneo, 1994).

### Abordagem Construtivista
A abordagem construtivista, fundamentada nas teorias de Jean Piaget, valoriza o papel ativo do aluno na construção do próprio conhecimento. O aprendizado é visto como um processo dinâmico, no qual o estudante interage com o ambiente e resolve problemas de maneira criativa e reflexiva. O professor, nesse contexto, atua como mediador e facilitador (Piaget, 1973).

### Abordagem Sociointeracionista
A abordagem sociointeracionista, inspirada nas ideias de Lev Vygotsky, destaca a importância das interações sociais e culturais no desenvolvimento cognitivo. Segundo Vygotsky, o aprendizado ocorre por meio da colaboração e da comunicação entre os indivíduos, e o professor deve criar um ambiente propício para essas interações (Vygotsky, 1987).

### Abordagem Montessoriana
A abordagem montessoriana, desenvolvida por Maria Montessori, enfatiza a autonomia e a liberdade dos alunos dentro de um ambiente preparado. Os materiais didáticos específicos e a organização do espaço visam promover o autoaprendizado e a descoberta, respeitando o ritmo individual de cada criança (Montessori, 1965).

## Graus acadêmicos
O grau acadêmico de Doutor em Pedagogia, é concedido com honras por algumas universidades dos Estados Unidos a professores ilustres (nos Estados Unidos e no Reino Unido, os diplomas obtidos no campo instrutivo são classificados como Doutor em Educação ou PhD, Doutor em Filosofia ). O termo também é usado para denotar uma ênfase na educação como uma especialidade em um campo (por exemplo, um doutorado em música em pedagogia do piano).
No Brasil, há cursos específicos de graduação em pedagogia e, também, formações diversificadas de pedagogia no âmbito da pós-graduação stricto (mestrado e Doutorado) e lato sensu (especializações).

## Pedagogos em todo o mundo
A formação dos pedagogos e seu papel na sociedade variam muito de cultura para cultura.

### Brasil
No Brasil, o pedagogo é um educador multidisciplinar. A graduação em Pedagogia qualifica os alunos para serem administradores ou coordenadores escolares em todos os níveis de ensino, e também para se tornarem professores multidisciplinares, como pré-escola, ensino fundamental e especial.  São profissionais especializados em educação e que possuem formação multidisciplinar, busca compreender e analisar os processos de ensino e aprendizagem, sobre o desenvolvimento humano e busca as melhores práticas para que o ser humano possa explorar suas capacidades e potencialidades. O pedagogo, no Brasil, é um profissional especializado em educação e que auxilia tanto crianças como adultos em seus processos de desenvolvimento intelectual e pessoal. Podem atuar: educação escolar, educação inclusiva, gestão escolar, pedagogia empresarial e produção de material didático.

### Dinamarca
Na Escandinávia, um pedagogo (pædagog) é dito um "praticante de pedagogia", mas o termo é reservado principalmente para indivíduos que ocupam empregos na educação pré-escolar (como jardins de infância e creches). Um pedagogo pode ocupar vários tipos de empregos, dentro desta definição restritiva, por exemplo, em asilos, prisões, orfanatos e gestão de recursos humanos. Ao trabalhar com famílias ou jovens em situação de risco, eles são chamados de pedagogos sociais (socialpædagog).
O trabalho do pedagogo é geralmente diferenciado do de um professor por se concentrar principalmente em ensinar às crianças conhecimentos preparatórios para a vida, como habilidades sociais ou não curriculares e normas culturais. Há também um foco muito grande no cuidado e bem-estar da criança. Muitas instituições pedagógicas também praticam a inclusão social. O trabalho do pedagogo consiste também em apoiar a criança no seu desenvolvimento mental e social.
Na Dinamarca, todos os pedagogos são formados em uma série de institutos nacionais para educadores sociais localizados em todas as grandes cidades. A educação é um curso acadêmico de 3,5 anos, dando ao aluno o título de Bacharel em Educação Social (em dinamarquês: Professionsbachelor som pædagog).  Também é possível obter um mestrado em pedagogia/ciência educacional da Universidade de Copenhague. Este programa de bacharelado e mestrado tem um foco mais teórico em comparação com o Bacharelado em Educação Social mais vocacional.

### Hungria
Na Hungria, a palavra pedagogo (pedagógus) é sinônimo de professor (tanár); portanto, professores de escolas primárias e secundárias podem ser chamados de pedagogos, uma palavra que aparece também no nome de suas organizações lobistas e sindicatos (por exemplo, Sindicato dos Pedagogos, Sindicato Democrático dos Pedagogos ). No entanto, a graduação em Pedagogia não qualifica os alunos para se tornarem professores nas escolas primárias ou secundárias, mas os torna aptos a se candidatarem a assistentes educacionais. A partir de 2013, o período de estágio de 6 anos foi reinstalado no lugar da divisão de graduação e pós-graduação que caracterizava a prática anterior.

## Pedagogia moderna
Um artigo do Kathmandu Post publicado em 3 de junho de 2018 descreveu o habitual primeiro dia de aula em um calendário acadêmico. Os professores encontram seus alunos com traços distintos. A diversidade de atribuições entre crianças ou adolescentes supera as semelhanças. Os educadores têm que ensinar alunos com diferentes origens culturais, sociais e religiosas. Esta situação implica uma estratégia diferenciada em pedagogia e não a abordagem tradicional para os professores cumprirem os objetivos de forma eficiente.
A Instrução Diferenciada pode ser qualificada como "esforços dos professores em responder às inconsistências entre os alunos na sala de aula". A diferenciação refere-se aos métodos de ensino. (...) A Instrução Diferenciada oferece aos alunos uma variedade de alternativas para adquirir informações. Os princípios primários que compõem a estrutura da Instrução Diferenciada incluem avaliação formativa e contínua, colaboração em grupo, reconhecimento dos diversos níveis de conhecimento dos alunos, resolução de problemas e escolha em experiências de leitura e escrita.
Howard Gardner ganhou destaque no setor educacional por sua Teoria das Inteligências Múltiplas.  Ele nomeou sete dessas inteligências em 1983: Linguística, Lógica e Matemática, Visual e Espacial, Corpo e Cinestésica, Musical e Rítmica, Intrapessoal e Interpessoal. Os críticos dizem que a teoria é baseada apenas na intuição de Gardner, em vez de dados empíricos. Outra crítica é que a inteligência é muito idêntica para tipos de personalidade.  A teoria de Howard Gardner veio da pesquisa cognitiva e afirma que essas inteligências ajudam as pessoas a " conhecer o mundo, entender a si mesmas e às outras pessoas ". Essas diferenças contestam um sistema educacional que pressupõe que os alunos podem "entender os mesmos materiais da mesma maneira e que uma medida coletiva padronizada é muito imparcial em relação às abordagens linguísticas na instrução e avaliação, bem como, até certo ponto, aos estilos lógicos e quantitativos .">